# Friedrich Rehmer
Friedrich Rehmer (Berlino, 2 giugno 1921 – Berlino, 13 maggio 1943) è stato un partigiano tedesco, combattente della resistenza contro il regime nazista.
Mentre frequentava la scuola serale a Schöneberg, Rehmer incontrò un gruppo di amici che comprendeva Ursula Goetze, Otto Gollnow, Hannelore Thiel, Liane Berkowitz, John Rittmeister e Werner Krauss, i quali lo accolsero nel dicembre 1941 in una rete antifascista in seguito nota all'Abwehr con il nome di Orchestra Rossa. Rehmer fu giustiziato nel 1943.

## Biografia
Rehmer crebbe nel quartiere berlinese di Neukölln in una famiglia di operai. Dopo aver terminato gli studi, seguì un apprendistato come fabbro. Alla fine degli anni trenta partecipava ancora alle escursioni e alle attività della Bündische Jugend, già messa al bando.
Dal 1938 al 1940 frequentò con successo la Heil'schen Abendschule a Schöneberg per prepararsi all'Abitur, dove conobbe la futura fidanzata Liane Berkowitz. In seguito fu assunto come supplente per le sue ottime conoscenze di geografia e storia. Dal lavoro scolastico tenuto con Eva Rittmeister si sviluppò un circolo di discussione di oppositori guidato dallo psicoanalista John Rittmeister, marito di Eva, di cui fece parte anche Liane.

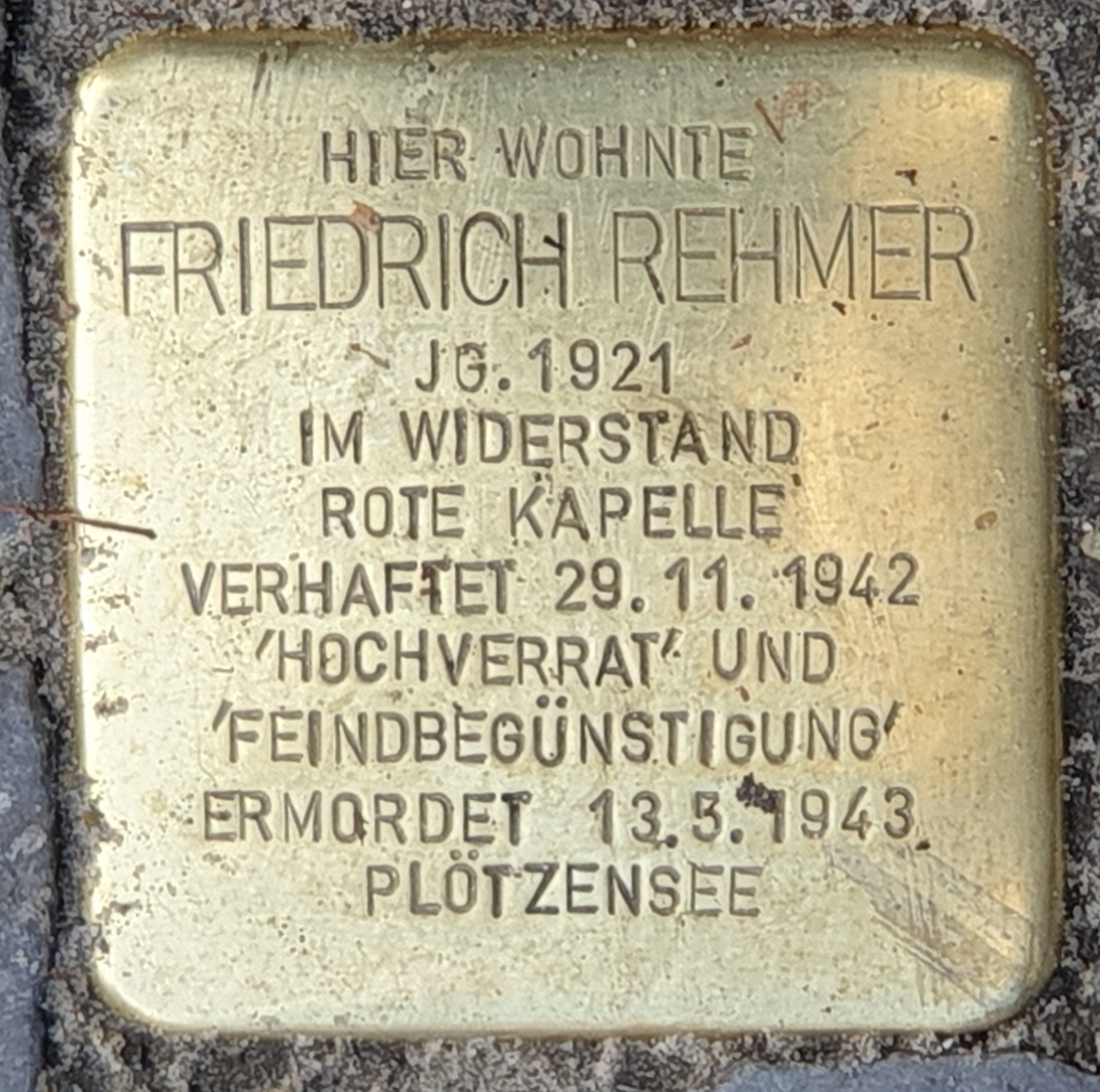
Pietra d'inciampo posizionata a Neukölln.

Il 5 giugno 1941 Rehmer fu arruolato nell'esercito tedesco. Rimasto gravemente ferito alla gamba sul fronte orientale, non poté partecipare alle proteste contro la mostra di propaganda "Il paradiso sovietico". Nell'ondata di arresti successivi a quello di Harro Schulze-Boysen vi fu anche quello di Rehmer avvenuto nel novembre 1942. Venne detenuto nell'ospedale militare di Britz e poi condannato a morte dal Reichskriegsgericht il 18 gennaio 1943 per la sua appartenenza all'organizzazione dell'Orchestra Rossa. Fu giustiziato il 13 maggio 1943 nella prigione di Plötzensee. I testimoni lo accusarono di sedizione (in tedesco Wehrkraftzersetzung) per via delle affermazioni come "La guerra è persa" e "I tedeschi dovranno ancora vergognarsi dei crimini in Unione Sovietica per secoli".
La sua fidanzata Liane Berkowitz diede alla luce la loro figlia Irina in prigione. La bambina morì nell'ottobre 1943 in un istituto per bambini di Eberswalde in circostanze inspiegabili.